# Sobór Świętych Piotra i Pawła w Peterhofie

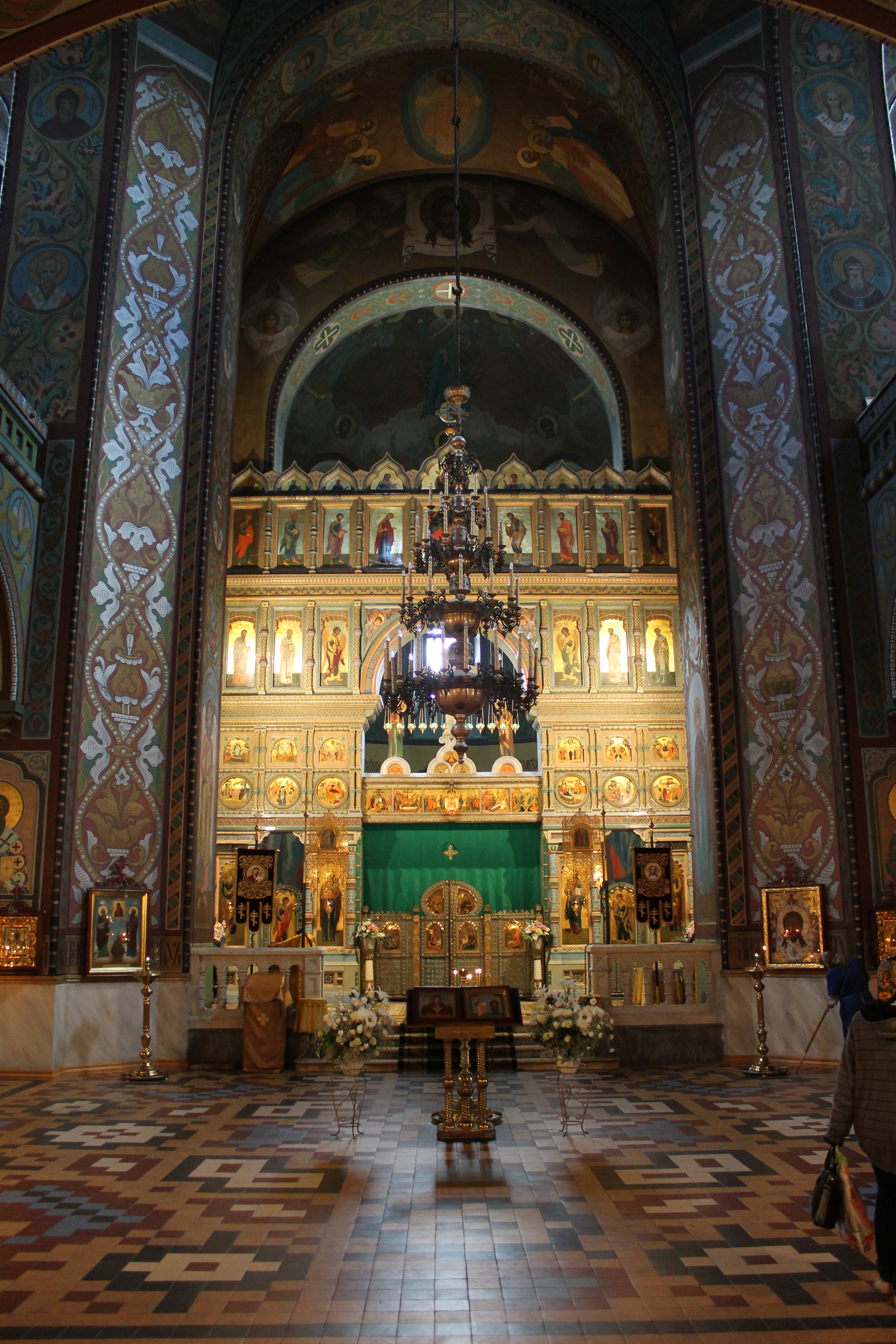
Ikonostas

Sobór Świętych Piotra i Pawła – prawosławny sobór w Peterhofie, w jurysdykcji eparchii petersburskiej Rosyjskiego Kościoła Prawosławnego.

## Historia
Inicjatorem budowy soboru był kapelan rodziny carskiej protoprezbiter Joann Janyszew, który w 1892 zwrócił się z oficjalną prośbą o wzniesienie w Peterhofie nowej świątyni, takiej, która mogłaby pomieścić większą liczbę wiernych niż istniejąca do tej pory cerkiew Podwyższenia Krzyża Pańskiego. Car Aleksander III zaakceptował tę koncepcję, osobiście wskazał lokalizację przyszłego soboru i wybrał architektów, którym zaproponowano udział w konkursie na projekt budowli. W rywalizacji konkursowej zwyciężył Nikołaj Sułtanow. Architekt nadzorował następnie przebieg prac budowlanych. Ponieważ Sułtanow pracował równocześnie przy budowie pomnika Aleksandra II na Kremlu moskiewskim, drugą osobą odpowiedzialną za wznoszenie peterhofskiego soboru został z jego rekomendacji Wasilij Kosiakow. Kamień węgielny pod budowę cerkwi został położony 25 lipca 1895 przez ks. Janyszewa, zaś wszystkie związane z nią prace opłaciło Ministerstwo Dworu Cesarskiego.
Sobór został zbudowany w ciągu czterech lat, przez kolejne trzy lata trwały prace dekoratorskie oraz przygotowywanie instalacji wentylacyjnej i ciepłowniczej, zaś przez dwa – wykonywanie fresków i budowa ikonostasu. Gotowy obiekt wyświęcił 25 czerwca 1905 ks. Janyszew w obecności cara Mikołaja II i jego rodziny. Miesiąc później duchowni służący w Pałacu Zimowym wyświęcili dwa ołtarze boczne w soborze, poświęcone odpowiednio św. Aleksandrowi Newskiemu i św. Kseni. Cerkiew zaliczono do świątyń podlegających duchowieństwu dworskiemu, równocześnie była to najważniejsza prawosławna budowla sakralna w Peterhofie.
Po rewolucji październikowej sobór nie został zamknięty, pozostał czynny do 1937. W wymienionym roku obwodowa komisja ds. kultu wnioskowała o jego zburzenie, jednak po kilku miesiącach decyzję tę zmieniono, sugerując zaadaptowanie cerkwi na klub w ramach obchodów rocznicy oddzielenia Kościoła od państwa. Początkowo jednak w obiekcie urządzono magazyn. W czasie II wojny światowej wojska niemieckie wykorzystywały obiekt do celów wojskowych, z jego dzwonnicy korygowany był ogień artyleryjski kierowany. Budynek został podczas walk poważnie uszkodzony przez wojska radzieckie. Po zakończeniu wojny w obiekcie ponownie znajdował się magazyn. Od 1974 sobór posiada status zabytku historii i kultury. Do 1987 został odremontowany, w 1980 ponownie ustawiono na nim zniszczone kopuły. Początkowo planowana była adaptacja budynku na muzeum lub salę koncertową, ostatecznie jednak w 1989 budowlę zwrócono Cerkwi, a w roku następnym podjęto prace nad odrestaurowaniem pierwotnego wyglądu wnętrza obiektu. Powtórnego poświęcenia odnowionego budynku dokonał w 1994 patriarcha moskiewski i całej Rusi Aleksy II.

## Architektura
Sobór wzniesiony jest w stylu nawiązującym do rosyjskiego budownictwa sakralnego XVI–XVII w. Jego przeznaczenie jako jednej ze świątyń dworskich podkreślało umieszczenie na elewacjach ikon świętych patronów członków rodziny carskiej. Budynek przeznaczony jest dla równoczesnego uczestnictwa w nabożeństwie 800 osób.
Cerkiew o łącznej wysokości 70 metrów zwieńczona jest pięcioma dachami hełmowymi z cebulastymi kopułkami. Otacza go kryta galeria, na której wyznaczono specjalne pomieszczenia do święcenia wielkanocnych koszyków ze święconką. Do wnętrza budynku prowadzą cztery wejścia, każde poprzedzone sienią, w której wierni mogli pozostawiać odzież wierzchnią. Na chóry prowadzą schody umieszczone na bocznych elewacjach. Ściany budynku wyłożono cegłą w kolorach żółtym i czerwonym, ozdobiono je również rzędami kolumienek z piaskowca.
Ikonostas we wnętrzu cerkwi był wzorowany na analogicznej konstrukcji z greckiej świątyni prawosławnej św. Jerzego w Wenecji. Malowidła ścienne wykonali N. Safonow i W. Kołupajew.
Na terenie soboru, w specjalnej kaplicy, pochowani zostali generał Dmitrij Triepow, zm. w 1906, oraz jego małżonka Sofija (zm. 1915). W latach 30. XX wieku obydwa groby zostały otwarte i zbezczeszczone.

## Związani z cerkwią
W latach 1918–1919 w soborze służył Mikołaj (Jaruszewicz), późniejszy metropolita kruticki i kołomieński. W 1922, gdy został wyświęcony na biskupa peterhofskiego, świątynia (jako główna cerkiew w mieście) stała się jego tytularną katedrą.